# Arva (okręg Vrancea)
Arva – wieś w Rumunii, w okręgu Vrancea, w gminie Broșteni. W 2011 roku liczyła 602
mieszkańców.